# Condado de Hyde (Dakota del Sur)
El condado de Hyde (en inglés: Hyde County, South Dakota), fundado en 1873, es uno de los 66 condados en el estado estadounidense de Dakota del Sur. En el 2000 el condado tenía una población de  1671 habitantes en una densidad poblacional de  personas por <1 km². La sede del condado es Highmore.

## Geografía
Según la Oficina del Censo, el condado tiene un área total de 2244 km² (866,4 mi²), de la cual 1459 km² (563,3 mi²) es tierra y 15 km² (5,8 mi²) es agua.

### Condados adyacentes
- Condado de Faulk - norte
- Condado de Hand - este
- Condado de Buffalo - sur
- Condado de Lyman - suroeste
- Condado de Hughes - suroeste
- Condado de Sully - oeste
- Condado de Potter - noroeste

## Demografía
En el 2000 la renta per cápita promedia del condado era de $31 103, y el ingreso promedio para una familia era de $40 700. El ingreso per cápita para el condado era de $16 356. En 2000 los hombres tenían un ingreso per cápita de $24 728 versus $18 833 para las mujeres. Alrededor del 12.30% de la población estaba bajo el umbral de pobreza nacional.
| 1900 | 1910 | 1920 | 1930 | 1940 | 1950 | 1960 | 1970 | 1980 | 1990 | 2000 | Est. 2008 |
| ---- | ---- | ---- | ---- | ---- | ---- | ---- | ---- | ---- | ---- | ---- | --------- |
| 1492 | 3307 | 3315 | 3690 | 3113 | 2811 | 2602 | 2515 | 2069 | 1696 | 1671 | 1424      |

## Ciudades y pueblos
- Highmore
- Holabird
- Stephan
- Central Hyde
- Crow Creek
- Highmore
- North Hyde
- Municipio de Valley
- Municipio de William Hamilton

## Mayores autopistas
- Carretera de U.S. 14
- Carretera Dakota del Sur 26
- Carretera Dakota del Sur 34
- Carretera Dakota del Sur 47